# Illarion Voroncov-Daškov
Hrabě Illarion Ivanovič Voroncov-Daškov (rusky Илларион Иванович Воpoнцов-Дашков; 15. květnajul./ 27. května 1837greg. Petrohrad – 2. lednajul./ 15. ledna 1916greg. Alupka) byl ruský generál a generální guvernér Kavkazu v letech 1905–1915.
Illarion Voroncov se podílel se na dobytí Střední Asie v šedesátých letech 19. století a v roce 1866 byl jmenován generálmajorem. V letech 1867–1874 byl velitelem husarského pluku imperiální gardy. Znal se např. s budoucím carem Alexandrem III. či s novinářem Michailem Katkovem.
Alexandr III. povýšil Voroncova-Daškova do hodnosti generála kavalérie a pověřil jej starostí o carovy vinice a hřebčíny. Po revoluci roku 1905 byl Voroncov-Daškov jmenován guvernérem Kavkazu. Jeho práce jej dohnala téměř na pokraj nervového zhroucení. Roku 1915 byl z funkce guvernéra odvolán a na jeho místo nastoupil velkokníže Nikolaj. Začátkem roku 1916 Voroncov-Daškov zemřel ve svém paláci v Alupce.